# Bocca della Verità
La Bocca della Verità è un antico mascherone in marmo pavonazzetto, murato in posizione verticale nella parete del pronao della chiesa di Santa Maria in Cosmedin di Roma dal 1632. Il mascherone rappresenta un volto maschile barbuto con la bocca spalancata; occhi, naso e bocca sono forati e cavi. Il volto è stato interpretato nel tempo come raffigurazione di vari soggetti: Giove Ammone, il dio marino Oceano o Ponto, un oracolo o un fauno. Il rilievo è molto consumato, ma il fatto che tra i capelli vi siano due chele di granchio fa capire che era un dio marino.

## Storia
Nel periodo della Roma Antica, la Bocca della Verità era un tombino. I tombini, nella Roma Antica, erano funzionali al deflusso delle acque piovane ed erano collocati orizzontalmente a decoro dei punti più bassi delle piazze o delle strade. Riportavano spesso l'effigie di una divinità fluviale o marina che "inghiotte" l'acqua piovana, perché si pensava che il dio Oceano fosse il padre delle acque e tutte le acque tornassero a lui.
Quel che è certo è che il mascherone nel medioevo gode di fama leggendaria: si presume sia questo l'oggetto menzionato nell'XI secolo nei primi Mirabilia Urbis Romae (una guida medievale per pellegrini), dove alla Bocca viene attribuito il potere di pronunciare oracoli. In essa si dice "Ad sanctam Mariam in Fontana, templum Fauni; quod simulacrum locutum est Iuliano et decepit eum" ("Presso la chiesa di santa Maria in Fontana si trova il tempio di Fauno; tale simulacro parlò a Giuliano e lo ingannò"). Un testo tedesco del XII secolo racconta un mito avverso all'imperatore che fu restauratore del paganesimo: descrive dettagliatamente come, da dietro quella bocca, il diavolo - qualificatosi come Mercurio (non a caso protettore dei commerci e anche degli imbrogli) - trattenesse lungamente la mano di Giuliano (che aveva truffato una donna e su quell'idolo doveva giurare la propria buona fede), promettendogli infine riscatto dall'umiliazione e grandi fortune se avesse rimesso in auge le divinità pagane.

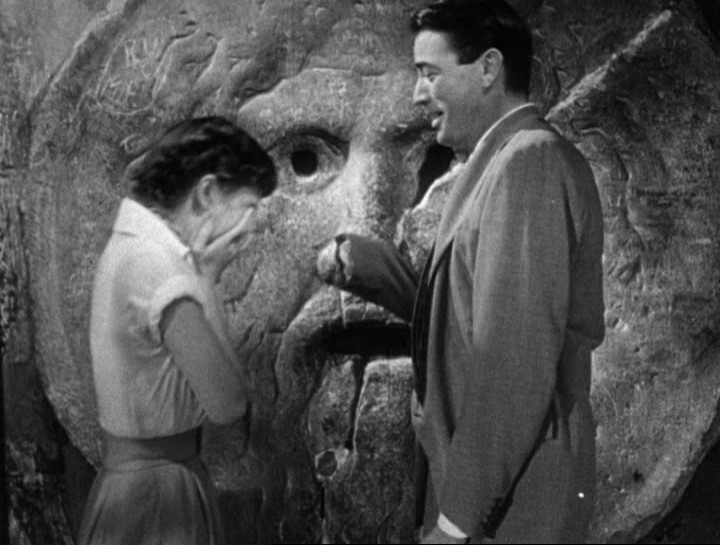
La bocca della verità in una scena del film Vacanze romane con Audrey Hepburn e Gregory Peck.

Nel medioevo si fece strada la leggenda che fu Virgilio Marone Grammatico, un erudito del VI secolo (omonimo del poeta mantovano), che aveva fama di praticare la magia, a costruire la Bocca della Verità, ad uso dei mariti e delle mogli che avessero dubitato della fedeltà del coniuge.
Nel XV secolo viaggiatori italiani e tedeschi ricordano, non del tutto increduli, questa pietra "che si chiama lapida della verità, che anticamente aveva virtù di mostrare quando una donna avessi fatto fallo a suo marito".
In un'altra leggenda tedesca del XV secolo ritroviamo l'immagine che "non osa" mordere la mano di una imperatrice romana che - benché avesse effettivamente tradito il suo imperiale consorte - la inganna con un artificio logico. Una storia simile, che circolava nei racconti popolari, parlava di una donna infedele che, condotta dal marito giustamente sospettoso alla Bocca della Verità per essere sottoposta alla prova, riuscì a salvare la sua mano con una astuzia. Infatti la donna incriminata chiese all'amante di presentarsi anche lui nel giorno in cui sarebbe stata sottoposta alla prova e che, fingendosi pazzo, la abbracciasse davanti a tutti. L'amante eseguì perfettamente quanto da lei richiesto. Così la donna, al momento di infilare la sua mano nella Bocca, poté giurare tranquillamente di essere stata abbracciata in vita sua solo da suo marito e da quell'uomo che tutti avevano visto. Avendo detto la verità, la donna riuscì a ritirare indenne la sua mano dalla tremenda Bocca, benché fosse colpevole di adulterio.
Il nome "Bocca della verità" comparve nel 1485 e la scultura rimase da allora costantemente menzionata tra le curiosità romane, venendo frequentemente riprodotta in disegni e stampe. Da questi ricaviamo che era in origine collocata all'esterno del portico della chiesa; fu spostata nel portico con i restauri voluti da papa Urbano VIII Barberini nel 1631.
La fama internazionale del monumento si deve anche a una famosa scena del film Vacanze romane (1953) con Audrey Hepburn e Gregory Peck.